# Biological Agriculture & Horticulture
Biological Agriculture & Horticulture is een internationaal, aan collegiale toetsing onderworpen wetenschappelijk tijdschrift op het gebied van de landbouwkunde en tuinbouw. De naam wordt in literatuurverwijzingen meestal afgekort tot Biol. Agric. Hortic.